# أحمد خيري سعيد
أحمد خيري سعيد (1894م -)، كان أديبا مصريا ورائدا للأدب العربي الحديث وناظرا لجماعة «المدرسة الحديثة». كان رئيس تحرير مجلة الفجر: صحيفة الهدم والبناء التي نشرت من 1925-1927
كان صاحب فكرة «الهدم والبناء» ودعا إلى التجديدية في الأدب، وصكَّ شعار المدرسة الحديثة: «فلتحيا الأصالة، فليحيا الإبداع. فليحيا التجديد والإصلاح».
يعتبر من آباء القصة القصيرة في الأدب العربي الحديث، إلى جانب عيسى عبيد وشحاتة عبيد، ومحمود تيمور، ومحمود طاهر لاشين، ويحيى حقي وغيرهم.

## حياته
ولد أحمد خيري سعيد بالقاهرة حوالي عام 1894م وتلقى تعاليمه بالمدارس المصرية؛ والتحق بمدرسة الطب في عام 1912، التحق بغرفة «الصليب الأحمر» بالجيش الإنكليزي خلال الحرب العالمية الأخيرة بوظيفة «مساعد طبيب» في ميدان فلسطين؛ وعاد إلى مصر بعد الهدنة. واشتغل خيري في الأدب وهو في المدرسة إلى جانب اشتغاله بالطب، فوضع رواية «الأسى» ولكنها صودرت من قلم المطبوعات إذ ذاك، ووضع بعدها مسرحية «بين الكاس والطاس» وقدمها إلى فرقة جورج أبيض وذلك في عام 1916. وكان شغوفاً بالفنون الجميلة والشعر، فوضع كتاب «فن الشعر» لاشك في أنه الأول من نوعه، يحوي مقدمة عن الفنون الجميلة، وبحثاً في فن الشعر. وأخرج خيري أيضاً كتاباً أطلق عليه اسم «عبث الشباب»، وذلك في سنة 1916. تحدث فيه بإسهاب عن أوضاع الكتابة في اللغة وتمرده على بعض الأساليب العربية العتيقة كما أنه حبذ الدعوة إلى الأدب المكشوف والإباحية، وذيل الكتاب ببحث عن الموسيقى العصرية وآخر عن رأيه في قصة مجنون ليلى. وأراد خيري السفر إلى ألمانيا ليتمّم دراسة الطب هناك، وفيما هو يتأهب لذلك، إذ جاءه المرحوم الصوفاني بك وفاوضه في أن يشتغل محرراً بجريدة «الأمة» وتديّن خيري مذ ذلك الوقت بمذهب «الحزب الوطني»، غير أنه للأسف لم يمكث بجريدة «الأمة» زمناً طويلاً حتى أغلقت، فالتحق بجريدة «اللواء المصري» وكان حظه منه كسابقتها فإنه تسبب في إغلاقها عقب ذلك بمناسبة مقال شديد اللهجة كتبه عن غاندي وحركة المقاومة السلبية في الهند. وفي أواخر عام 1924 اجتمع خيري وجماعته في منزل محمود طاهر لاشين، ورأى أن يفكروا في إظهار جريدة أدبية اسمها «الفجر» وأن يدفع كل واحد منهم مبلغاً من المال كحصة تأسيس، وتم لهم ما أرادوا، وظهرت الفجر في أول مارس سنة 1925 تحمل على صدرها شارة «الهدم والبناء» وتدعوا إلى الاستقلال الفكري وخلق أدب جديد، كما أخذت على عاتقها الاعتناء بالقصة المصرية وتهذيبها وكان للقصة المصرية صفحة تحتلها أسبوعياً منها. وأخفق مشروع جريدة «الفجر» بعد شهور، فقد توفي محمد تيمور وكذا محمد رشيد والتحق زكي طليمات ببعثة فن التمثيل بفرنسا وسافر حسين فوزي إلى أوروبا وتفرغ علام لعمله بمسرح رمسيس.